# Solatopupa guidoni
Solatopupa guidoni е вид коремоного от семейство Chondrinidae.

## Разпространение
Видът е разпространен в Италия (Сардиния) и Франция (Корсика).